# 52è Festival Internacional de Cinema de Berlín
El 52è Festival Internacional de Cinema de Berlín va tenir lloc entre el 6 i el 17 de febrer de 2002. El festival va obrir amb Heaven de Tom Tykwer. Va clausurar una nova copia de la pel·lícula satírica de Charlie Chaplin The Great Dictator (1940). L'Os d'Or fou atorgat a la pel·lícula britànico-estatunidenca Bloody Sunday dirigida per Paul Greengrass i la pel·lícula animada japonesa El viatge de Chihiro dirigida per Hayao Miyazaki.
Es va mostrar al festival una retrospectiva dedicada a pel·lícules europees de la dècada del 1960 titulada European 60's. Dieter Kosslick esdevingué director del festival, prenen el lloc de Moritz de Hadeln.

## Jurat

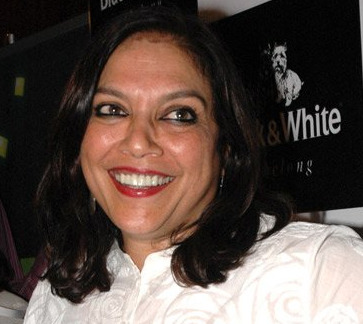
Mira Nair, president del jurat

Les següents persones foren nomenades com a membres del jurat:
- Mira Nair (presidenta)
- Nicoletta Braschi
- Peter Cowie
- Renata Litvinova
- Lucrecia Martel
- Claudie Ossard
- Raoul Peck
- Declan Quinn
- Oskar Roehler
- Kenneth Turan

## Pel·lícules en competició
Les següents pel·lícules van competir per l'Os d'Or i per l'Os de Plata:
| Títol original       | Director(s)           | País                                               |
| -------------------- | --------------------- | -------------------------------------------------- |
| 8 femmes             | François Ozon         | França, Itàlia                                     |
| Amen.                | Costa-Gavras          | França, Alemanya, Romania, Estats Units            |
| Baader               | Christopher Roth      | Alemanya, Regne Unit                               |
| Bad Guy              | Kim Ki-duk            | Corea del Sud                                      |
| Beneath Clouds       | Ivan Sen              | Austràlia                                          |
| Bloody Sunday        | Paul Greengrass       | Regne Unit, Irlanda                                |
| Brucio nel vento     | Silvio Soldini        | Itàlia, Suïssa                                     |
| Bridget              | Amos Kollek           | França, Japó                                       |
| Der Felsen           | Dominik Graf          | Alemanya                                           |
| Halbe Treppe         | Andreas Dresen        | Alemanya                                           |
| Heaven               | Tom Tykwer            | Alemanya, Itàlia, Estats Units, França, Regne Unit |
| Iris                 | Richard Eyre          | Estats Units, Regne Unit                           |
| Små ulykker          | Annette K. Olesen     | Dinamarca                                          |
| KT                   | Junji Sakamoto        | Japó, Corea del Sud                                |
| Laissez-passer       | Bertrand Tavernier    | França, Espanya, Alemanya                          |
| Monster's Ball       | Marc Forster          | Estats Units, Canadà                               |
| Lundi matin          | Otar Iosseliani       | França, Itàlia                                     |
| Piedras              | Ramón Salazar         | Espanya                                            |
| The Royal Tenenbaums | Wes Anderson          | Estats Units                                       |
| The Shipping News    | Lasse Hallström       | Estats Units, Canadà                               |
| El viatge de Chihiro | Hayao Miyazaki        | Japó                                               |
| One Day in August    | Constantine Giannaris | Grècia                                             |
| Kísértések           | Zoltán Kamondi        | Hongria                                            |

## Retrospectiva
A la retrospectiva es van mostrar les següents pel·lícules:
| Títol original                                              | Director(s)                        | País                 |
| ----------------------------------------------------------- | ---------------------------------- | -------------------- |
| 491                                                         | Vilgot Sjöman                      | Suècia               |
| Fellini 8 ½                                                 | Federico Fellini                   | Itàlia, França       |
| Abschied von gestern                                        | Alexander Kluge                    | Alemanya             |
| A Taste of Honey                                            | Tony Richardson                    | Regne Unit           |
| Banditi a Orgosolo                                          | Vittorio De Seta                   | Itàlia               |
| Billy Liar                                                  | John Schlesinger                   | Regne Unit           |
| Blow Up                                                     | Michelangelo Antonioni             | Regne Unit           |
| Catch Us If You Can                                         | John Boorman                       | Regne Unit           |
| Černý Petr                                                  | Miloš Forman                       | Txèquia              |
| Charles mort ou vif                                         | Alain Tanner                       | Suïssa               |
| Das Brot der frühen Jahre                                   | Herbert Vesely                     | Alemanya             |
| Der Angriff der Gegenwart auf die übrige Zeit               | Alexander Kluge                    | Alemanya             |
| ADie Artisten in der Zirkuskuppel: ratlos                   | Alexander Kluge                    | Alemanya             |
| Die Mörder sind unter uns                                   | Wolfgang Staudte                   | Alemanya             |
| Die Sünderin                                                | Willi Forst                        | Alemanya             |
| Fata Morgana                                                | Vicente Aranda                     | Espanya              |
| if....                                                      | Lindsay Anderson                   | Regne Unit           |
| I fidanzati                                                 | Ermanno Olmi                       | Itàlia               |
| Il Grande silenzio                                          | Sergio Corbucci                    | Itàlia, França       |
| Intimní osvetlení                                           | Ivan Passer                        | Txèquia              |
| I Sovversivi                                                | Paolo Taviani, Vittorio Taviani    | Itàlia               |
| Jeudi on chantera comme dimanche                            | Luc de Heusch                      | Bèlgica, França      |
| Kärlek 65                                                   | Bo Widerberg                       | Suècia               |
| Kvarteret korpen                                            | Bo Widerberg                       | Suècia               |
| La caza                                                     | Carlos Saura                       | Espanya              |
| La Collectionneuse                                          | Eric Rohmer                        | França               |
| La Guerre est finie                                         | Alain Resnais                      | França, Suècia       |
| La Jetée                                                    | Chris Marker                       | França               |
| La tía Tula                                                 | Miguel Picazo                      | Espanya              |
| La Voie Lactée                                              | Luis Buñuel                        | Espanya, França      |
| L'eclisse                                                   | Michelangelo Antonioni             | Itàlia, França       |
| Le départ                                                   | Jerzy Skolimowski                  | Bèlgica              |
| L'Enfance nue                                               | Maurice Pialat                     | França               |
| Les Bonnes femmes                                           | Claude Chabrol                     | França, Itàlia       |
| Les Coeurs verts                                            | Édouard Luntz                      | França               |
| Liv                                                         | Pål Løkkeberg                      | Noruega              |
| Ljubavni slucaj ili Tragedija sluzbenice                    | Dušan Makavejev                    | Iugoslàvia           |
| Mr. Freedom                                                 | William Klein                      | França               |
| Nachts auf den Straßen                                      | Rudolf Jugert                      | Alemanya             |
| Nicht versöhnt oder es hilft nur Gewalt, wo Gewalt herrscht | Jean-Marie Straub, Daniele Huillet | Alemanya             |
| Niewinni czarodzieje                                        | Andrzej Wajda                      | Polònia              |
| Nóż w wodzie                                                | Roman Polanski                     | Polònia              |
| Oldás és kötés                                              | Miklós Jancsó                      | Hongria              |
| Os Verdes Anos                                              | Paulo Rocha                        | Portugal             |
| Paranoia                                                    | Adriaan Ditvoorst                  | Països Baixos        |
| Pasażerka                                                   | Witold Lesiewicz, Andrzej Munk     | Polònia              |
| Performance                                                 | Donald Cammell, Nicolas Roeg       | Regne Unit           |
| Persona                                                     | Ingmar Bergman                     | Suècia               |
| Pierrot el boig                                             | Jean-Luc Godard                    | França, Itàlia       |
| Prima della rivoluzione                                     | Bernardo Bertolucci                | Itàlia               |
| Rani Radovi                                                 | Želimir Žilnik                     | Iugoslàvia           |
| Reconstituirea                                              | Lucian Pintilie                    | Romania              |
| Rysopis                                                     | Jerzy Skolimowski                  | Polònia              |
| Sedmikrásky                                                 | Věra Chytilová                     | Txèquia              |
| Soy Cuba                                                    | Mikhail Kalatozov                  | Unió Soviètica, Cuba |
| Spur der Steine                                             | Frank Beyer                        | Alemanya             |
| Andrei Rubliov                                              | Andrei Tarkovsky                   | Unió Soviètica       |
| Sult                                                        | Henning Carlsen                    | Dinamarca            |
| Magical Mystery Tour                                        | The Beatles                        | Regne Unit           |
| Viva Maria                                                  | Louis Malle                        | França, Itàlia       |
| Yksityisalue                                                | Maunu Kurkvaara                    | Finlàndia            |

## Premis

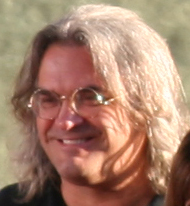
Paul Greengrass, co-guanyador de l'Os d'Or al festival

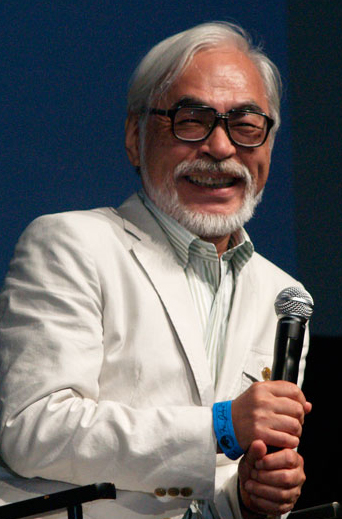
Hayao Miyazaki, co-guanyador de l'Os d'Or al festival

El jurat va atorgar els següents premis:
- Os d'Or: Bloody Sunday de Paul Greengrass i El viatge de Chihiro de Hayao Miyazaki
- Os de Plata - Premi Especial del Jurat: Halbe Treppe d'Andreas Dresen
- Os de Plata a la millor direcció: Otar Iosseliani per Lundi matin
- Os de Plata a la millor interpretació femenina: Halle Berry per Monster's Ball
- Os de Plata a la millor interpretació masculina: Jacques Gamblin per Laissez-passer
- Os de Plata per una contribució artística excepcional: grup d'actrius per 8 femmes
- Os de Plata a la millor banda sonora: Antoine Duhamel per Laissez-passer
- Premi Alfred Bauer: Baader de Christopher Roth
- Premi Blaue Engel: Små ulykker de Annette K. Olesen
- Os d'Or Honorari:
  - Claudia Cardinale
  - Robert Altman
- Berlinale Camera:
  - Costa-Gavras
  - Volker Hassemer
  - Horst Wendlandt
- Premi FIPRESCI
  - Lundi matin d'Otar Iosseliani